# Eparquía de Mukácheve
La eparquía de Mukácheve (en latín: Eparchia Munkacsiensis y en ucraniano: Мукачівська греко-католицька єпархія) es una circunscripción eclesiástica de la Iglesia católica en Ucrania. Se trata de una eparquía bizantina rutena, inmediatamente sujeta a la Santa Sede. Desde el 14 de julio de 2020 es sede vacante y su administrador apostólico desde el 20 de julio de 2020 es el obispo es Nil Jurij Luščak, de la Orden de Frailes Menores.

## Territorio y organización

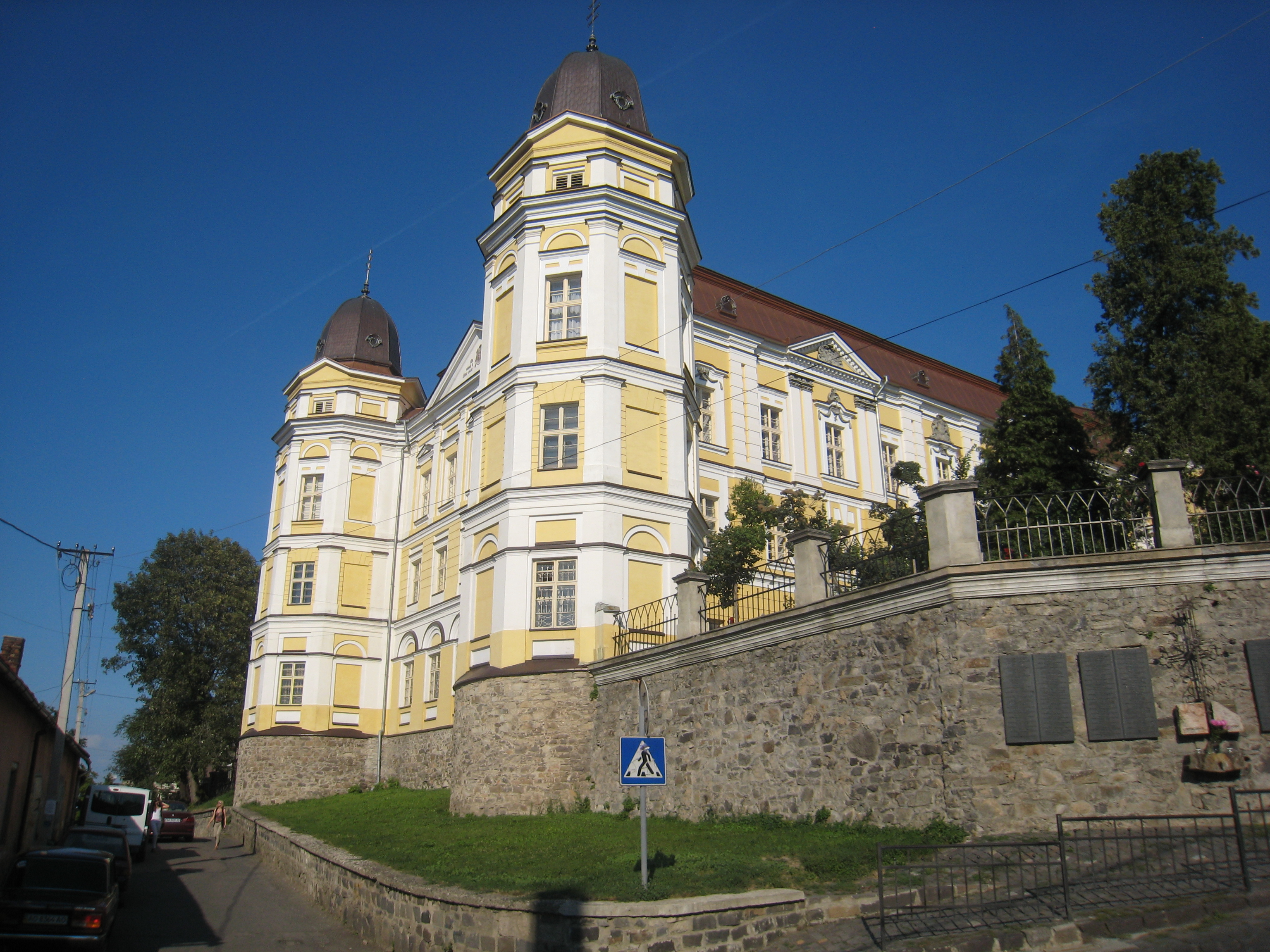
Palacio eparquial, Úzhgorod

La eparquía extiende su jurisdicción sobre los fieles católicos de rito bizantino ruteno residentes en la óblast de Transcarpacia. La eparquía utiliza el rito bizantino en los términos de la Unión de Úzhgorod de 1646. La eparquía comprendió territorios que hoy pertenecen a Ucrania, Hungría, Eslovaquia y Rumania. En tiempos del eparca Andrij Bačins'kyj (1773-1809) la eparquía comprendía 11 archidiaconados: Abovo-Turnianskyi, Berezsky, Borshodsky, Zemplinsky, vicariato de Maramureș, Sabolchsky, Spisko-Gronsky, vicariato de Sukmar, Ugochansky, Ushansky y Shariski.
La sede de la eparquía se encuentra en la ciudad de Úzhgorod, en donde se halla la Catedral de la Santa Cruz. En Mukácheve, la antigua sede eparquial, se encuentra la Concatedral de la Asunción de la Virgen María.
En 2019 en la eparquía existían 457 parroquias.

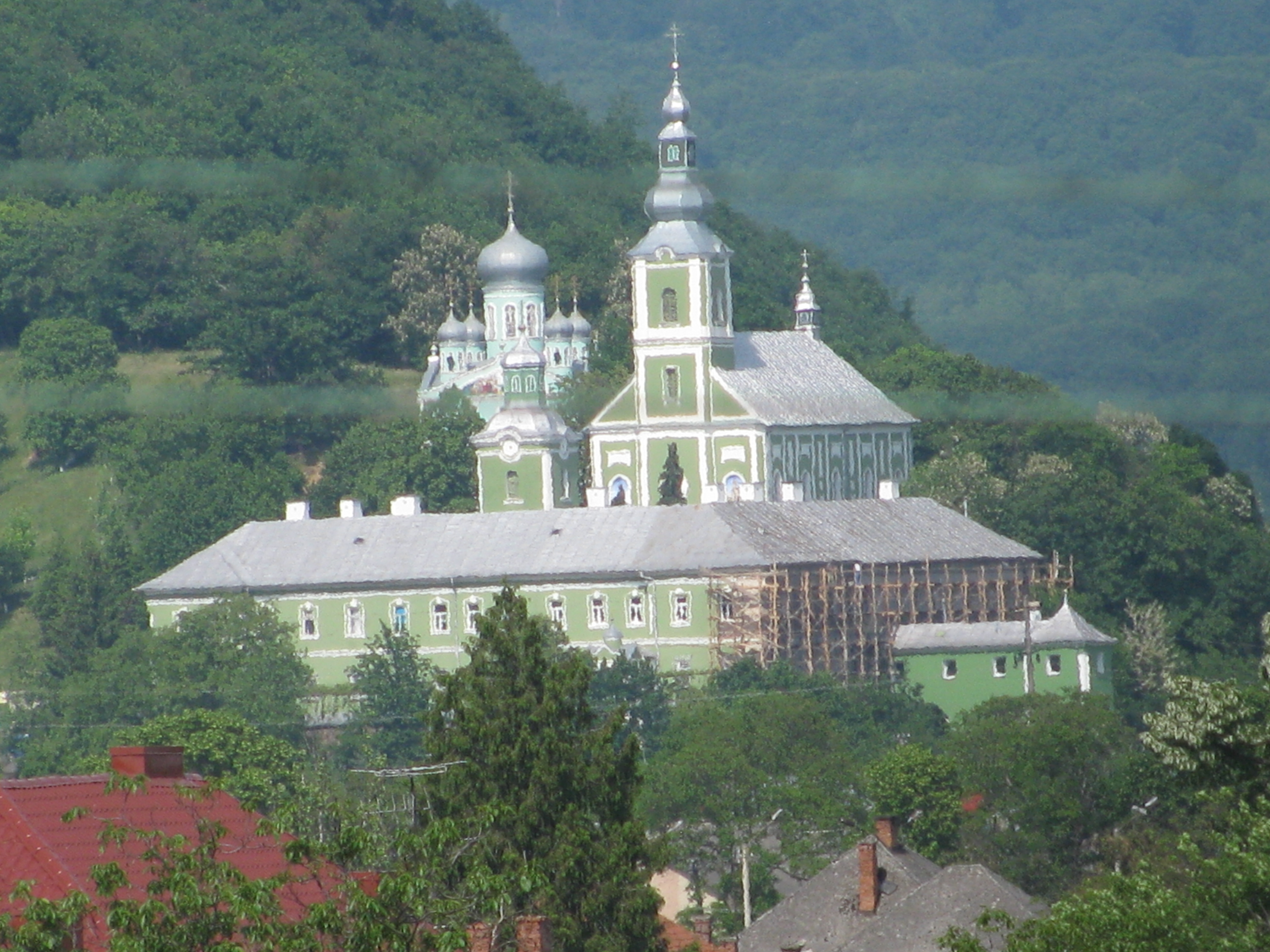
Monasterio de San Nicolás, Mukácheve

## Historia

### Bajo la Iglesia ortodoxa
Algunos historiadores creen que los orígenes de la eparquía pueden encontrarse en el trabajo misionero de los santos Cirilo y Metodio en el siglo IX y se conoce al obispo Hierotheos hacia 940. Tradicionalmente, fue uno de los siete obispos de Panonia organizados por Metodio, pero no hay evidencia. Los residentes de Rutenia subcarpática adoptaron el cristianismo del rito bizantino incluso antes del cisma entre las Iglesias de Oriente y Occidente en 1054. En el siglo XIV el príncipe Fyodor Koriatovych fundó el monasterio de San Nicolás en la colina Chernecha Hora en Mukácheve. Los obispos residieron en el monasterio y administraron los asuntos eclesiales desde allí hasta 1766. Después de la Unión de Úzhgorod de 1646 y hasta 1946, el monasterio fue la casa religiosa principal de los monjes de la Orden basiliana de San Josafat. La primera mención en fuentes escritas de la eparquía de Mukácheve es del rey húngaro Matías Corvino en 1491. Los obispos, clero y fieles de esta eparquía fueron originalmente de la Iglesia ortodoxa dependientes de la metrópolis de Kiev bajo la jurisdicción del patriarcado de Constantinopla. 

### Unión de Úzhgorod
La mayor parte de Rutenia estuvo bajo el control del Reino de Hungría que promovió el trabajo misionero católico entre la población ortodoxa. El primer intento de entrar en una unión con la Iglesia de Roma en el Reino de Hungría se llevó a cabo en 1614 en el monasterio de Red Brod, ubicado cerca Medzilaborets en Eslovaquia. 
Siguiendo el ejemplo de Galitzia con la Unión de Brest en 1596, la eparquía de Mukácheve entró en comunión con la Santa Sede (evento conocido como Unión de Úzhgorod). Por iniciativa del obispo Vasyl Tarasovych la unión fue firmada el 24 de abril de 1646 por un grupo de 63 sacerdotes en la capilla del castillo de Úzhgorod y por el obispo católico Jakusits de Eger, afectando lo que es hoy el este de Eslovaquia. La unión fue iniciada en el lado de ruteno por la orden basiliana bajo la dirección del monje Petro Parfenii (Peter Parthenius). El acuerdo permitió que el rito bizantino fuera preservado y que los nuevos sacerdotes "uniatos" serían elevados al estatus del clero católico. Como clero ortodoxo su estatus había sido el de los vasallos con los deberes feudales requeridos.
La Unión fue aprobada por el Sínodo en Tyrnov en 1648, sin embargo el papa no la ratificó en ese momento porque Parfenii en 1651 aceptó la consagración como obispo por el metropolitano ortodoxo de Alba Iulia. La ratificación papal se produjo en 1655 cuando Parfenii fue reconocido como un obispo católico. 
Los fieles ortodoxos que no aceptaron la unión fueron incorporados a la eparquía de Buda, sufragánea del patriarcado de Peć y luego del de Karlovci.

### Bajo la Iglesia católica
En 1663 se determinaron las condiciones en las que se incluyó a la diócesis de Mukácheve en el metropolitanato de Kiev. Sin embargo, debido a la resistencia de Francisco Rákóczi II la diócesis de Mukácheve comenzó a obedecer al obispo húngaro de Eger (hoy arquidiócesis en Hungría). En 1664 otra unión ocurrió en Mukácheve —entonces conocida como Munkács— que implicó a los ortodoxos de la actual Transcarpatia en Ucrania y a los que vivían en la diócesis latina húngara de Hajdúdorog. El 5 de noviembre de 1689 el papa Alejandro VIII mediante el breve Pro nostro pastoralis designó a Giovanni De Camillis como vicario apostólico de Mukácheve y todos los lugares de Hungría reconquistados a los turcos bajo la autoridad de la Congregación de Propaganda Fide, pero el Gobierno austríaco lo mantuvo bajo dependencia del obispo de Eger como su vicario.
El 7 de abril de 1707 el papa Clemente XI nombró al obispo Yuri Vinnitsky de Przemyśl como administrador apostólico del vicariato de Mukácheve. El 7 de marzo de 1715, el sínodo diocesano protestó contra el nombramiento de un sacerdote latino por el vicario general de la diócesis de Mukácheve y se negó a obedecer al obispo de Eger. El 9 de diciembre de 1716 metropolitano de Kiev ordenó obispo a Yuri Bizantia, a quienes el papa Clemente XII nombró vicario apostólico de la diócesis de Mukácheve y otros territorios recibidos por Hungría.
Una tercera unión en 1713 afectó a los ortodoxos de parte de Transilvania (Maramureș) en la actual Rumania. El obispo György Bizánczy estableció en 1720 un vicario greco-católico en Maramureș. La mayor parte de la vicaría de Maramureș se convirtió en 1853 en parte de la diócesis de Gherla. Con la erección de la eparquía de Maramureș por el concordato de 1927, se estableció la vicaría greco católica ucraniana en Rumania. 
Una primera ampliación de sus fronteras ocurrió en 1721. Después de décadas de esfuerzos por parte de los obispos de Mukácheve para ser reconocidos como una entidad eclesiástica completamente autónoma, libre del control de los obispos católicos latinos de Eger, por decreto de la emperatriz María Teresa I de Austria, subsecuentemente aprobado por el papa Clemente XIV el 19 de septiembre de 1771 mediante la bula Eximia regalium, la eparquía de Mukácheve pasó a ser jurisdiccionalmente independiente. Inicialmente quedó como sufragánea de la arquidiócesis de Estrigonia (hoy arquidiócesis de Estrigonia-Budapest). También fue en esta época (en 1773) que los fieles de la eparquía comenzaron a ser conocidos como greco católicos en vez de uniatos. Como eparquía la diócesis fue ampliada para incluir toda Rutenia. Un seminario para los católicos rutenos fue instalado en Úzhgorod en 1778. 
Luego de períodos de tensión entre católicos y ortodoxos serbios, a instancias de la emperatriz María Teresa I de Austria, el 17 de junio de 1777 con la bula Charitas illa el papa Pío VI erigió la eparquía de Križevci, para los católicos bizantinos en los territorios húngaros de Croacia y Eslavonia, separándola de Mukácheve.
El 3 de febrero de 1787 incorporó 11 parroquias de rito bizantino que estaban sujetas a la diócesis de Spiš y el 7 de mayo de 1787 otras nueve parroquias de la diócesis de Rožňava.
En 1815 72 parroquias de la diócesis de Mukácheve se unieron a la diócesis de Velyko-Varadin.
El 24 de julio de 1817 la sede eparquial fue transferida de Mukácheve a Úzhgorod con la bula Romanos decet Pontifices del papa Pío VII ejecutada por el obispo Andrei Bachinsky.
Mediante la bula Relata semper del papa Pío VII el 22 de septiembre de 1818 cedió una porción de su territorio para la erección de la eparquía de Prešov, que hoy es la archieparquía metropolitana de la Iglesia greco-católica eslovaca. Previamente había sido la vicaría de Sukmar, desde 1787 de Kosice y que en 1792 pasó a Prešov. El 3 de julio de 1823 72 parroquias fueron transferidas a la eparquía rumana de Oradea (o Gran Varadino). El 23 de noviembre de 1853 fue erigida la eparquía de Gherla (hoy eparquía de Cluj-Gherla) incluyendo 144 parroquias separadas de Mukácheve mediante la bula Ad apostolicam sedem del papa Pío IX.
En la década de 1870 comenzó la emigración masiva de greco-católicos rutenos hacia los Estados Unidos. 
El 8 de junio de 1912 mediante la carta apostólica Christifideles Graeci rituscatholici del papa Pío X cedió las 68 parroquias de lengua magiar para la erección de la eparquía de Hajdúdorog, que hoy es archieparquía metropolitana de la Iglesia greco-católica húngara. Después de la Primera Guerra Mundial Transcarpatia se convirtió en parte de la nueva República de Checoslovaquia por lo que la eparquía de Mukácheve quedó entre los nuevos estados de Checoslovaquia y Hungría. Una parroquia y dos afiliadas permanecieron en Hungría, que el 4 de junio de 1924 fueron incorporadas al nuevo exarcado apostólico de Miskolc (hoy eparquía de Miskolc). 
El 5 de junio de 1930 mediante la bula Solemni Conventione del papa Pío XI cedió 11 parroquias para la erección de la eparquía de Maramureș de la Iglesia greco-católica rumana en Rumania.
El 2 de septiembre de 1937 por efecto de la bula Ad ecclesiastici del papa Pío XI devino en una circunscripción inmediatamente sujeta a la Santa Sede. Después de la ocupación de los Transcarpatia por las tropas húngaras de Miklós Horthy en 1939, la eparquía perdió su condición de sui juris y fue devuelta al control del arzobispo húngaro de Estrigonia como su sufragánea. 

### Supresión soviética
Después de la Segunda Guerra Mundial y con la ocupación de Rutenia subcarpática por la Unión Soviética en el otoño de 1944, el 1 de noviembre de 1947 el eparca Teodor Romža fue asesinato por la NKVD. Venerado como mártir, fue beatificado por el papa Juan Pablo II el 27 de junio de 2001. En 1946 el seminario de Úzhgorod fue cerrado. En 1949 las autoridades soviéticas procedieron a la liquidación de la Iglesia católica bizantina rutena y revocaron la Unión de Úzhgorod, creando la eparquía ortodoxa de Mukácheve-Úzhgorod bajo el patriarcado de Moscú. El proceso de transición de los greco católicos a la ortodoxia fue dirigido por el padre Kondratovich, que era miembro del Partido Comunista Húngaro. Formalmente, el acto fue leído el 28 de agosto de 1949 en el monasterio de San Nicolás. Menos de la mitad del clero transcarpático firmó y luego la mayoría de ellos se arrepintió y regresó a la Iglesia greco católica subterránea.
La Iglesia rutena fue considerada ilegal pero continuó operando clandestinamente bajo la guía del obispo auxiliar Nikolaj Muranija y de Alexander Chira, condenados a 25 años de prisión. Todas sus propiedades fueron asignadas a la Iglesia ortodoxa rusa y el clero y muchos fieles exiliados a campos de concentración, en donde murieron 93 sacerdotes.

### Restauración
Desde 1987 comenzó el movimiento para la restauración de la Iglesia greco católica. El 30 de noviembre de 1988 el Consejo de Asuntos Religiosos del Consejo de Ministros de la URSS emitió una declaración sobre el registro de las comunidades religiosas de los greco católicos. La Iglesia católica bizantina rutena permaneció ilegal hasta diciembre de 1989 cuando con el colapso de la Unión Soviética muchos sacerdotes y fieles de la eparquía de Mukácheve salieron de la "Iglesia de las catacumbas" y a la eparquía se le permitió reiniciar oficialmente sus actividades. Fue restablecida en Transcarpatia después de la relajación de la persecución religiosa y en abril de 1989 fue celebrada la primera liturgia pública en un cementerio de Úzhgorod. El obispo Ivan Semedi, que había sido consagrado en secreto durante los años de la persecución, fue el primer obispo en desempeñar libremente su ministerio en más de 40 años. 
De las 440 iglesias, 5 monasterios y 3 conventos existentes en la eparquía en 1949, solo fueron devueltos 127 iglesias, 3 monasterios y 1 convento, mientras que 40 iglesias fueron destruidas por los comunistas. En 1991 el Gobierno ucraniano asignó en propiedad a la Iglesia ortodoxa 260 iglesias que hasta 1949 eran propiedad de la eparquía. En 1993 fue confirmado el estatus de inmediatamente sujeta a la Santa Sede.
En 1996 la Santa Sede celebró solemnemente el 350 aniversario de la unión con una carta apostólica.

## Estadísticas
Según el Anuario Pontificio 2020 la eparquía tenía a fines de 2019 un total de 318 740 fieles bautizados.
| Año                                                                             | Población            | Población | Población      | Sacerdotes | Sacerdotes    | Sacerdotes    | Bautizados por sacerdote | Diáconos permanentes | Religiosos | Religiosos | Parroquias |
| Año                                                                             | Bautizados católicos | Total     | % de católicos | Total      | Clero secular | Clero regular | Bautizados por sacerdote | Diáconos permanentes | Varones    | Mujeres    | Parroquias |
| ------------------------------------------------------------------------------- | -------------------- | --------- | -------------- | ---------- | ------------- | ------------- | ------------------------ | -------------------- | ---------- | ---------- | ---------- |
| 1999                                                                            | 320 000              | 1 288 000 | 24.8           | 155        | 152           | 3             | 2064                     |                      | 5          | 12         | 290        |
| 2000                                                                            | 320 000              | 1 284 300 | 24.9           | 177        | 165           | 12            | 1807                     |                      | 12         | 17         | 295        |
| 2001                                                                            | 320 000              | 1 282 000 | 25.0           | 182        | 170           | 12            | 1758                     |                      | 12         | 12         | 300        |
| 2002                                                                            | 320 000              | 1 279 500 | 25.0           | 183        | 172           | 11            | 1748                     |                      | 16         | 33         | 305        |
| 2003                                                                            | 320 000              | 1 253 900 | 25.5           | 167        | 156           | 11            | 1916                     |                      | 16         | 32         | 316        |
| 2004                                                                            | 320 000              | 1 248 300 | 25.6           | 182        | 173           | 9             | 1758                     |                      | 19         | 37         | 333        |
| 2009                                                                            | 380 000              | 1 281 000 | 29.7           | 238        | 218           | 20            | 1596                     |                      | 47         | 45         | 383        |
| 2010                                                                            | 380 000              | 1 281 000 | 29.7           | 261        | 232           | 29            | 1455                     |                      | 50         | 45         | 402        |
| 2013                                                                            | 320 000              | 1 254 396 | 25.5           | 310        | 280           | 30            | 1032                     |                      | 44         | 45         | 429        |
| 2016                                                                            | 320 000              | 1 256 850 | 25.5           | 320        | 289           | 31            | 1000                     | 4                    | 47         | 42         | 442        |
| 2019                                                                            | 318 740              | 1 251 000 | 25.5           | 318        | 286           | 32            | 1002                     | 5                    | 49         | 41         | 457        |
| Fuente: Catholic-Hierarchy, que a su vez toma los datos del Anuario Pontificio. |                      |           |                |            |               |               |                          |                      |            |            |            |

## Episcopologio
Obispos ortodoxos
- Hierotheos, 940
- Joannes I, 1491-1498
- Basilius I, 1551-1552
- Hilarius I, 1556-1559
- Euthymius I, 1561-1567
- Amphilochius, 1569-1596
- Basilius II, 1597-inc.
- Sergius, 1601-1616
- Sophronius I, 1616
- Hilarius II
- Euthymius II, 1618-inc.
- Petronius, 1623-1627 (¿uniato?)
- Joannes II (Gregorowicz), 1627-1633
- Basilius III (Tarasowicz), 1634-1642
- Porphyry (Arden), 1640-1643
- Sophronius II (Yusko), 1646 (Vlach)
- Basilius III (Tarasowicz), 1646-1648
- Parfeniy (Petrovych-Ratoszynski), 1648-1649
- Joannicius (Zeikan), 1652-1686
- Theophanes (Mavrokordato), 1677 (arzobispo de Rutenia húngara)
- Methodius (Rakovecki), 1687-1692
- Joseph (Stojka), 1692-1711
- Dosyteus (Feodorowicz), 1711-1734

Desde la Unión de Úzhgorod
- Vasyl Tarasovych, 1646-1648
- Petro Parfenii, 1649-1665
- Yosyf Voloshynovskyi, 1670-1673
- Porphyriy Kulchynskyi, 1681-1686
- Yosyf de Kamelis (Joseph de Camillis), 1690-1706
- Yosyf Hodermarskyi, 1706-1716
- Hennadiy Bizantsiy, 1716-1733
- Stefan Olshavskyi, 1733-1737
- Havryil Blazhovskyi, 1738-1742
- Manuil Olshavskyi, 1743-1767
- Jan Bradach, 1767-1771

Desde 1771
- Jan Bradács † (23 de septiembre de 1771-4 de julio de 1772 falleció)
- Andrij Bačins'kyj † (8 de marzo de 1773-19 de diciembre de 1809 falleció)
  - Sede vacante (1809-1817)
- Oleksij Povčij † (28 de julio de 1817-11 de julio de 1831 falleció)
  - Sede vacante (1831-1837)
- Vazul Popovič † (2 de octubre de 1837-19 de octubre de 1864 falleció)[20]
  - Sede vacante (1864-1867)
- Stefan Pankovič † (22 de febrero de 1867-29 de agosto de 1874 falleció)[21]
- Ioann Pasztelij † (12 de marzo de 1875-24 de marzo de 1891 falleció)
- Iulij Fircak † (17 de diciembre de 1891-1 de junio de 1912 falleció)
- Antal Papp † (2 de junio de 1912 por sucesión-14 de julio de 1924 renunció)
- Petro Gebej † (16 de julio de 1924-26 de abril de 1931 falleció)
- Oleksandr Stojka † (3 de mayo de 1932-31 de mayo de 1943 falleció)
  - Sede vacante (1943-1991)[nota 1]

Obispos clandestinos confirmados el 16 de enero de 1991 por la Santa Sede
- Alexander Chira, 1944-1983
- Petro Oros, 1944-1953
- Konstantyn Sabov, 1977-1982
- Ioann Semedij, 1978-1991
- Yosyf Holovach, 1983-1991
- Ivan Margitych, 1987-1991

Restauración de la eparquía

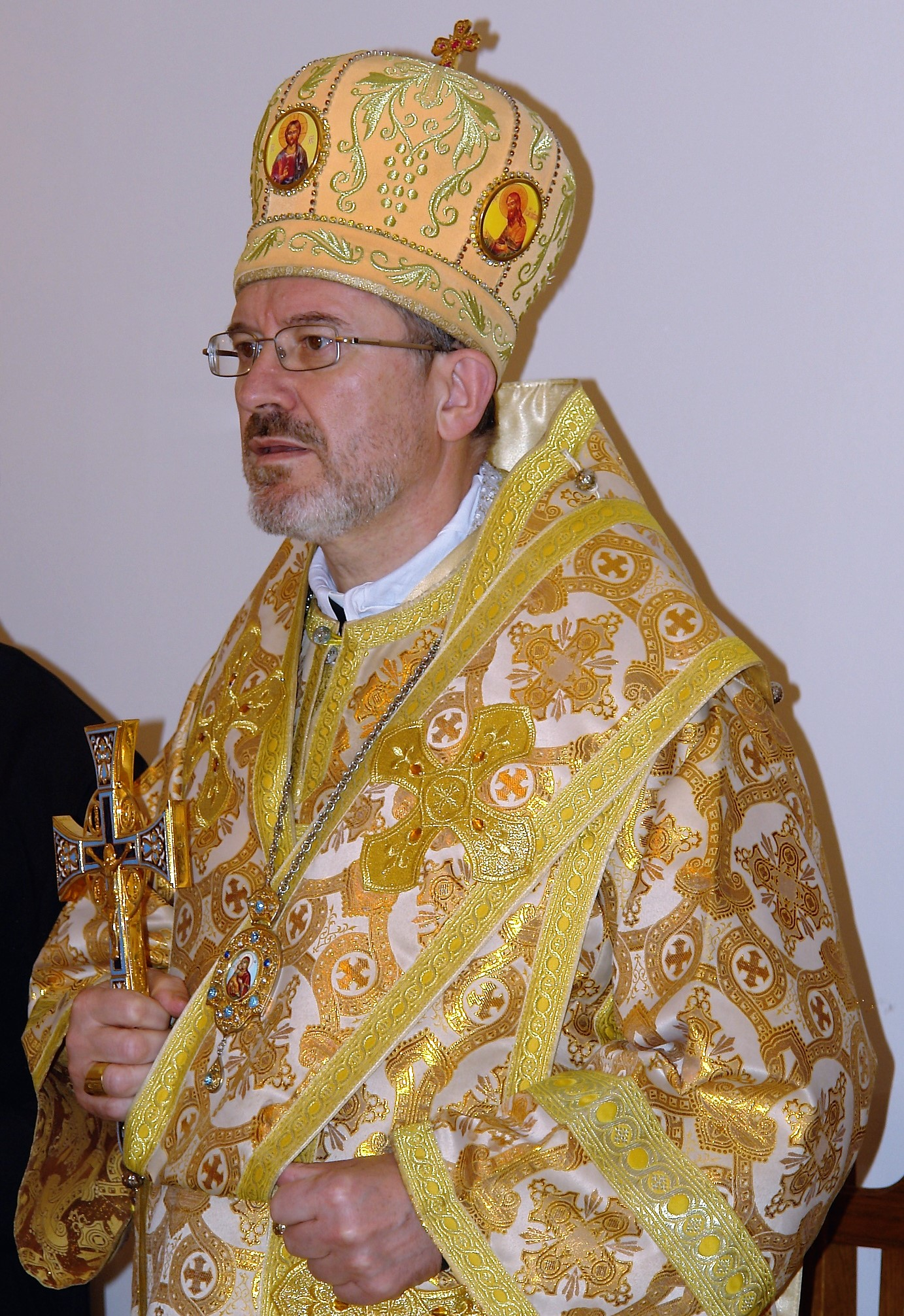
Eparca Milan Šašik

- Ioann Semedij † (16 de enero de 1991-12 de noviembre de 2002 retirado)
  - Sede vacante (2002-2010)
- Milan Šašik, C.M. † (17 de marzo de 2010-14 de julio de 2020 falleció)[nota 2]
  - Sede vacante (desde 2020)
  - Nil Jurij Luščak, O.F.M., desde el 20 de julio de 2020 (administrador apostólico)
- Teodor Matsapula, I.V.E., Eparca desde el 8 de mayo de 2024.